# ウソツキは結婚のはじまり
『ウソツキは結婚のはじまり』（ウソツキはけっこんのはじまり、Just Go with It）は、2011年のアメリカ合衆国のロマンティック・コメディ映画。デニス・デューガン監督、 アダム・サンドラーおよびジェニファー・アニストン主演。1969年の映画『サボテンの花』のリメイクである。2019年、主演の2人はNetflixの新作コメディ「Murder Mystery(原題)」で再共演した。
日本ではビデオスルーとなり、2012年1月11日にDVDが発売された。

## ストーリー
1988年、心臓外科医見習いのダニー・マカビーは、自身の結婚式の1時間前に、結婚相手がダニーの妹と彼の大きな鼻のことを馬鹿にし、更には二股をかけられていたことを知ってしまい、その場を去る。バーで結婚指輪を眺めながら酒を飲んでいると、グラマラスな身体をした女性が彼の隣に座った。落ちたバッグを拾ってあげると、女性にナンパだと勘違いされる。しかし、女性は彼の結婚指輪を見た途端に態度を変え、ダニーに妻のことについて尋ねる。結婚して何年なのかと尋ねられた際に、負け犬だと思われたくないがために6年だと嘘をつき、更に自分にひどいことをする妻を持つ可哀想な夫を演じて見せた。すると女性は彼に同情し、ダニーは見事彼女と一晩を過ごすこととなった。その後、ダニーは専門を心臓外科から美容外科に変え、自分の鼻を整形し、結婚指輪を使って次々と色々な女性と一晩だけの関係を築いていった。
時は2011年に飛ぶ。彼がその様なことをしていることを知っている唯一の女性は、彼の事務担当兼助手で、離婚して二児の母であるキャサリン・マーフィー。パーティーで、ダニーは子供の擦りむいた膝の手当をするために指輪を外す。その後すぐに、彼は6 年生を担当するの若い美人数学教師パーマーに会う。彼らはビーチで一夜を共に過ごすが、翌朝、電話番号を教えてくれと言われたダニーはズボンのポケットを探るように言うと、パーマーは偽の結婚指輪を見つけてしまう。パーマーはダニーが妻を裏切って自分と浮気をしたと考え腹を立てて立ち去る。
パーマーの働く小学校にお詫びに行ったダニーはパーマーに自分が本気だということを伝える。指輪については、本当のことを言えず、妻デブリンがドルフ・ラングレンという男性と浮気したため、離婚する積りだと言う。パーマーがデブリンに会いたいと求めると、ダニーはキャサリンにデブリンの振りをして、2人を祝福するよう頼む。パーマーは、キャサリンが自分の子供たち、マイケルとマギーと電話で話すのを聞いた後、彼らもダニーの子供であると思い込み、彼らに会いたいと言う。ダニーはマイケルとマギーに計画に従うよう説得するが、マイケルとマギーは皆でハワイに行くことを条件にする。空港で彼らは、元ガールフレンドの新しいボーイフレンドから逃げている最中の、「ドルフ・ラングレン」に変装しているダニーのいとこエディに遭遇する。嘘がバレないようにするために、ダニーとキャサリンは彼も連れて行くことを余儀なくされる。
ハワイのリゾートで、キャサリンとダニーは、キャサリンの大学時代の友人、本当のデブリン・アダムズとその夫イアン・マックストーン＝ジョーンズに出会う。時が経つにつれ、キャサリンはダニーと彼のキャサリンの子供たちとの関わり方に感銘を受ける。デブリンはキャサリンとダニーをディナーに誘う。パーマーは、酔ったエディからダニーの婚約計画を知り、ダニーに結婚しようと言う。ダニーは彼女の言葉に驚きながらも同意する。
パーマーはキャサリンにまだダニーへの気持ちがあるのかと尋ねるが、キャサリンは否定する。キャサリンはバーでデブリンに遭遇し、体面を保つためにダニーと結婚しているふりをしていたことを認め、一方、デブリンはイアンが同性愛者であるため離婚すると告白する。キャサリンがダニーへの気持ちをデブリンに打ち明けていると、ダニーが来て、キャサリンを愛しているのでパーマーとは結婚しないと言い、2人はキスする。パーマーは同じ興味を持つプロテニス選手と出会い、ダニーとキャサリンは結婚する。

## キャスト
| 役名                   | 俳優                     | 日本語吹替   |
| ---------------------- | ------------------------ | ------------ |
| ダニー・マカビー       | アダム・サンドラー       | 松本保典     |
| キャサリン・マーフィー | ジェニファー・アニストン | 安達忍       |
| マギー・マーフィー     | ベイリー・マディソン     |              |
| マイケル・マーフィー   | グリフィン・グラック     |              |
| デヴリン・アダムス     | ニコール・キッドマン     | 渡辺美佐     |
| エディ・シムズ         | ニック・スウォードソン   | ふくまつ進紗 |
| パーマー・ドッジ       | ブルックリン・デッカー   | 小橋知子     |
| ジョアンナ・デイモン   | ミンカ・ケリー           | 大井麻利衣   |

## 公開
2011年2月11日に北米で公開された。初週末3日間では約3050万ドルを売り上げ、初登場1位となった。累計興行収入は、北米で1億302万8109ドルそれ以外で1億1191億7482ドルとなっている。特にロシアでは1317万4937ドルを売り上げている。

## 評価
批評家のレビューは否定的なものが大半を占め、Rotten Tomatoesでは127個のレビュー中20%のみの支持で「腐敗作品」となっており、平均点は10点満点で3.8点となった。また、Metacriticでは、31個のレビューで100点満点中33点となっている。
第32回ゴールデンラズベリー賞では、5部門（最低監督賞、最低主演男優賞、最低助演男優賞、最低助演女優賞、最低スクリーンカップル賞）でノミネートされ、うち2部門（最低監督賞、最低主演男優賞）で受賞した。因みに同賞では、監督（デニス・デューガン）と主演（アダム・サンドラー）が同じ『ジャックとジル』が10部門で受賞（12部門ノミネート）しており、最低監督賞と最低主演男優賞はどちらも『ジャックとジル』との同時受賞である。